# Sonja Roman
Sonja Roman, född den 11 mars 1979, är en slovensk friidrottare som tävlar i medeldistanslöpning.
Roman har deltagit vid flera mästerskap utan att nå final. Vid såväl EM 2002, EM 2006 som vid Olympiska sommarspelen 2008 blev hon utslagen på 1 500 meter i försöken. Hon var i final vid inomhus-EM 2007 och slutade då sjua på 1 500 meter. Vid inomhus-EM 2009 blev hon bronsmedaljör på 1 500 meter med tiden 4.11,42.